# Europapokal der Pokalsieger (Handball) 2010/11
Am EHF-Europapokal der Pokalsieger 2010/11 nahmen 32 Handball-Vereinsmannschaften teil, die sich in der vorangegangenen Saison in ihren Heimatländern im Pokalwettbewerb für den Wettbewerb qualifiziert hatten. Es war die 36. Austragung des EHF-Europapokal der Pokalsieger-wettbewerbs. Die Pokalspiele begannen am 20. November 2010, das Rückrundenfinale fand am 20. Mai 2011 statt. Titelverteidiger des EHF-Europapokal der Pokalsieger war der deutsche Verein VfL Gummersbach, der diesen Titel erfolgreich verteidigen konnte.

## 3. Runde
Es nahmen 32 Teams, die sich vorher für den Wettbewerb qualifiziert hatten, teil.

Die Auslosung der 3. Runde fand am 27. Juli 2010 um 11:00 (UTC+2) in Wien statt.

Die Hinspiele fanden am 19./20./21./26./27. November 2010 statt. Die Rückspiele fanden am 21./27./28. November 2010 statt.

### Qualifizierte Teams
| Topf 1: - VfL Gummersbach (Titelverteidiger) - SDC San Antonio - UCM Reșița - Frederiksberg IF - Pfadi Winterthur - Tremblay-en-France Handball - Kolubara Lazarevac - Kaustik Volgograd - Xico Andebol - İzmir BŞB - Budivelʹnyk Brovary - Balatonfüredi KSE - UHK Krems - Elverum Håndball - Vardar PRO - Maribor Branik | Topf 2: - Albatro Siracusa - Izviđač Ljubuški - HK Drott - RK Kaštela - Wisla Plock - Ekpaideutiria Doukas - HC Kehra - Lovćen Cetinje - HV Aalsmeer - EPK Lefkosía - Handknattleiksfélag Kópavogs - Žemaitijos Dragūnas - Baník Karviná - HC Berchem - KH Besa - HC "Olimpus-85-USEFS" |

### Ausgeloste Spiele und Ergebnisse
| Mannschaft 1                         | Mannschaft 2                            | Hinspiel          | Rückspiel         | Gesamt  |
| ------------------------------------ | --------------------------------------- | ----------------- | ----------------- | ------- |
| Albatro Siracusa Calvo 6             | UHK Krems Schopf 12                     | 20.11. Sa. 18:30  | 27.11. Sa. 19:00  | 36 : 71 |
| Albatro Siracusa Calvo 6             | UHK Krems Schopf 12                     | 16 : 35 (09 : 17) | 20 : 36 (10 : 19) | 36 : 71 |
| Albatro Siracusa Calvo 6             | UHK Krems Schopf 12                     | 300 Zuschauer     | 500 Zuschauer     | 36 : 71 |
| FIF Copenhagen Koch-Hansen 17        | HC Kehra Slastinovski 10                | 27.11. Sa. 15:00  | 28.11. So. 12:00  | 60 : 51 |
| FIF Copenhagen Koch-Hansen 17        | HC Kehra Slastinovski 10                | 28 : 27 (15 : 15) | 32 : 24 (16 : 12) | 60 : 51 |
| FIF Copenhagen Koch-Hansen 17        | HC Kehra Slastinovski 10                | 400 Zuschauer     | 500 Zuschauer     | 60 : 51 |
| HK Drott Jonsson 14                  | Pfadi Winterthur Kurth 15               | 21.11. So. 16:15  | 27.11. Sa. 18:00  | 54 : 52 |
| HK Drott Jonsson 14                  | Pfadi Winterthur Kurth 15               | 28 : 25 (12 : 12) | 26 : 27 (12 : 17) | 54 : 52 |
| HK Drott Jonsson 14                  | Pfadi Winterthur Kurth 15               | 1.600 Zuschauer   | 600 Zuschauer     | 54 : 52 |
| Žemaitijos Dragūnas Juska 8          | Elverum Håndball Stegavik 15            | 20.11. Sa. 18:00  | 28.11. So. 18:00  | 42 : 53 |
| Žemaitijos Dragūnas Juska 8          | Elverum Håndball Stegavik 15            | 19 : 26 (09 : 15) | 23 : 27 (07 : 14) | 42 : 53 |
| Žemaitijos Dragūnas Juska 8          | Elverum Håndball Stegavik 15            | 500 Zuschauer     | 600 Zuschauer     | 42 : 53 |
| KH Besa Petkoski 6                   | VfL Gummersbach (TV) Teppich 11         | 27.11. Sa. 19:00  | 28.11. So. 15:00  | 30 : 87 |
| KH Besa Petkoski 6                   | VfL Gummersbach (TV) Teppich 11         | 15 : 46 (08 : 22) | 15 : 41 (06 : 20) | 30 : 87 |
| KH Besa Petkoski 6                   | VfL Gummersbach (TV) Teppich 11         | 700 Zuschauer     | 1.500 Zuschauer   | 30 : 87 |
| Xico Andebol Sampaio 16              | Lovćen Cetinje Draskovic 20             | 26.11. Fr. 21:30  | 27.11. Sa. 21:30  | 60 : 57 |
| Xico Andebol Sampaio 16              | Lovćen Cetinje Draskovic 20             | 34 : 32 (22 : 16) | 26 : 25 (13 : 15) | 60 : 57 |
| Xico Andebol Sampaio 16              | Lovćen Cetinje Draskovic 20             | 300 Zuschauer     | 200 Zuschauer     | 60 : 57 |
| Budivelʹnyk Brovary Petrov 11        | RK Kaštela Bujas 14                     | 20.11. Sa. 16:00  | 27.11. Sa. 18:00  | 51 : 39 |
| Budivelʹnyk Brovary Petrov 11        | RK Kaštela Bujas 14                     | 33 : 20 (15 : 10) | 18 : 19 (10 : 5)  | 51 : 39 |
| Budivelʹnyk Brovary Petrov 11        | RK Kaštela Bujas 14                     | 800 Zuschauer     | 1.000 Zuschauer   | 51 : 39 |
| Kolubara Lazarevac Radulovic 15      | EPK Lefkosía Argyrou 16                 | 20.11. Sa. 19:30  | 27.11. Sa. 18:00  | 68 : 65 |
| Kolubara Lazarevac Radulovic 15      | EPK Lefkosía Argyrou 16                 | 39 : 33 (18 : 18) | 29 : 32 (15 : 16) | 68 : 65 |
| Kolubara Lazarevac Radulovic 15      | EPK Lefkosía Argyrou 16                 | 500 Zuschauer     | -.--- Zuschauer   | 68 : 65 |
| Balatonfüredi KSE Bakos 9            | HC "Olimpus-85-USEFS" Juravliov 9       | 27.11. Sa. 14:30  | 28.11. So. 18:00  | 55 : 35 |
| Balatonfüredi KSE Bakos 9            | HC "Olimpus-85-USEFS" Juravliov 9       | 27 : 16 (12 : 06) | 28 : 19 (15 : 08) | 55 : 35 |
| Balatonfüredi KSE Bakos 9            | HC "Olimpus-85-USEFS" Juravliov 9       | 700 Zuschauer     | 300 Zuschauer     | 55 : 35 |
| Maribor Branik Batinovic 15          | Baník Karviná Petrovsky 12              | 20.11. Sa. 20:00  | 28.11. So. 10:30  | 61 : 50 |
| Maribor Branik Batinovic 15          | Baník Karviná Petrovsky 12              | 28 : 22 (15 : 13) | 33 : 28 (17 : 12) | 61 : 50 |
| Maribor Branik Batinovic 15          | Baník Karviná Petrovsky 12              | 1.300 Zuschauer   | 1.000 Zuschauer   | 61 : 50 |
| Vardar PRO Prodanovic 12             | HC Berchem Gerber 8                     | 20.11. Sa. 18:00  | 27.11. Sa. 20:30  | 71 : 42 |
| Vardar PRO Prodanovic 12             | HC Berchem Gerber 8                     | 42 : 23 (19 : 13) | 29 : 19 (14 : 09) | 71 : 42 |
| Vardar PRO Prodanovic 12             | HC Berchem Gerber 8                     | 700 Zuschauer     | 300 Zuschauer     | 71 : 42 |
| Ekpaideutiria Douka Zujovic 12       | SDC San Antonio Sevaljevic 13           | 19.11. Fr. 20:30  | 21.11. So. 12:00  | 42 : 65 |
| Ekpaideutiria Douka Zujovic 12       | SDC San Antonio Sevaljevic 13           | 22 : 30 (12 : 13) | 20 : 35 (11 : 18) | 42 : 65 |
| Ekpaideutiria Douka Zujovic 12       | SDC San Antonio Sevaljevic 13           | 1.000 Zuschauer   | 1.000 Zuschauer   | 42 : 65 |
| UCM Reșița Petrea 11                 | Wisla Plock Miska 17                    | 20.11. Sa. 13:00  | 27.11. Sa. 19:00  | 57 : 56 |
| UCM Reșița Petrea 11                 | Wisla Plock Miska 17                    | 34 : 30 (16 : 13) | 23 : 26 (11 : 16) | 57 : 56 |
| UCM Reșița Petrea 11                 | Wisla Plock Miska 17                    | 1.300 Zuschauer   | 4.000 Zuschauer   | 57 : 56 |
| İzmir BŞB Hatirnaz 14                | Izviđač Ljubuški Boras 13               | 20.11. Sa. 18:00  | 27.11. Sa. 19:00  | 51 : 60 |
| İzmir BŞB Hatirnaz 14                | Izviđač Ljubuški Boras 13               | 28 : 29 (12 : 12) | 23 : 31 (11 : 16) | 51 : 60 |
| İzmir BŞB Hatirnaz 14                | Izviđač Ljubuški Boras 13               | 800 Zuschauer     | 3.000 Zuschauer   | 51 : 60 |
| Tremblay-en-France Handball Poulin 8 | HV Aalsmeer Stevanovic 9                | 20.11. Sa. 20:00  | 27.11. Sa. 20:30  | 54 : 47 |
| Tremblay-en-France Handball Poulin 8 | HV Aalsmeer Stevanovic 9                | 31 : 23 (13 : 12) | 23 : 24 (12 : 09) | 54 : 47 |
| Tremblay-en-France Handball Poulin 8 | HV Aalsmeer Stevanovic 9                | 700 Zuschauer     | 400 Zuschauer     | 54 : 47 |
| Kaustik Volgograd Samarskiy 12       | Handknattleiksfélag Kópavogs Elisson 13 | 20.11. Sa. 14:00  | 21.11. So. 14:00  | 78 : 58 |
| Kaustik Volgograd Samarskiy 12       | Handknattleiksfélag Kópavogs Elisson 13 | 39 : 34 (19 : 17) | 39 : 24 (17 : 11) | 78 : 58 |
| Kaustik Volgograd Samarskiy 12       | Handknattleiksfélag Kópavogs Elisson 13 | 1.000 Zuschauer   | 1.000 Zuschauer   | 78 : 58 |

## Achtelfinale
Es nahmen die 16 Sieger der 3. Runde teil.

Die Auslosung des Achtelfinales fand am 30. November 2010 um 11:00 (UTC+2) in Wien statt.

Die Hinspiele fanden am 18./19./20. Februar 2011 statt. Die Rückspiele fanden am 20./26./27. Februar 2011 statt.

### Qualifizierte Teams
| - VfL Gummersbach (Titelverteidiger) - SDC San Antonio - UCM Reșița - Frederiksberg IF - Tremblay-en-France Handball - Kolubara Lazarevac - Kaustik Volgograd - Xico Andebol | - Budivelʹnyk Brovary - Balatonfüredi KSE - UHK Krems - Elverum Håndball - Vardar PRO - Maribor Branik - Izviđač Ljubuški - HK Drott |

### Ausgeloste Spiele und Ergebnisse
| Mannschaft 1                              | Mannschaft 2                    | Hinspiel          | Rückspiel         | Gesamt  |
| ----------------------------------------- | ------------------------------- | ----------------- | ----------------- | ------- |
| Xico Andebol Silva 10                     | VfL Gummersbach (TV) Pfahl 16   | 20.02. So. 21:00  | 26.02. Sa. 19:00  | 47 : 78 |
| Xico Andebol Silva 10                     | VfL Gummersbach (TV) Pfahl 16   | 20 : 39 (11 : 21) | 27 : 39 (15 : 18) | 47 : 78 |
| Xico Andebol Silva 10                     | VfL Gummersbach (TV) Pfahl 16   | 800 Zuschauer     | 1.300 Zuschauer   | 47 : 78 |
| SDC San Antonio Aguirrezabalaga García 14 | Izviđač Ljubuški Ilić 10        | 20.02. So. 18:30  | 26.02. Sa. 19:00  | 63 : 57 |
| SDC San Antonio Aguirrezabalaga García 14 | Izviđač Ljubuški Ilić 10        | 36 : 29 (18 : 16) | 27 : 28 (12 : 15) | 63 : 57 |
| SDC San Antonio Aguirrezabalaga García 14 | Izviđač Ljubuški Ilić 10        | 1.000 Zuschauer   | 3.000 Zuschauer   | 63 : 57 |
| Tremblay-en-France Handball Guillard 12   | Balatonfüredi KSE Pasztor 13    | 20.02. So. 16:00  | 27.02. So. 18:00  | 49 : 47 |
| Tremblay-en-France Handball Guillard 12   | Balatonfüredi KSE Pasztor 13    | 29 : 27 (14 : 11) | 20 : 20 (08 : 09) | 49 : 47 |
| Tremblay-en-France Handball Guillard 12   | Balatonfüredi KSE Pasztor 13    | 1.100 Zuschauer   | 1.000 Zuschauer   | 49 : 47 |
| Budivelʹnyk Brovary Petrov 15             | UCM Reșița Petrea 18            | 19.02. Sa. 11:00  | 20.02. So. 11:00  | 47 : 60 |
| Budivelʹnyk Brovary Petrov 15             | UCM Reșița Petrea 18            | 16 : 33 (06 : 15) | 31 : 27 (17 : 11) | 47 : 60 |
| Budivelʹnyk Brovary Petrov 15             | UCM Reșița Petrea 18            | 1.400 Zuschauer   | 1.300 Zuschauer   | 47 : 60 |
| Elverum Håndball Lindboe 15               | Kaustik Volgograd Fdisko 9      | 18.02. Fr. 18:30  | 20.02. So. 17:00  | 60 : 58 |
| Elverum Håndball Lindboe 15               | Kaustik Volgograd Fdisko 9      | 30 : 30 (14 : 15) | 30 : 28 (15 : 12) | 60 : 58 |
| Elverum Håndball Lindboe 15               | Kaustik Volgograd Fdisko 9      | 1.100 Zuschauer   | 1.400 Zuschauer   | 60 : 58 |
| Kolubara Lazarevac Lomic 7                | Maribor Branik Razgor 15        | 19.02. Sa. 19:30  | 26.02. Sa. 19:00  | 53 : 72 |
| Kolubara Lazarevac Lomic 7                | Maribor Branik Razgor 15        | 26 : 40 (12 : 21) | 27 : 32 (13 : 13) | 53 : 72 |
| Kolubara Lazarevac Lomic 7                | Maribor Branik Razgor 15        | 500 Zuschauer     | 1.200 Zuschauer   | 53 : 72 |
| UHK Krems Schopf 15                       | HK Drott Löfgren 22             | 19.02. Sa. 19:00  | 26.02. Sa. 17:00  | 60 : 64 |
| UHK Krems Schopf 15                       | HK Drott Löfgren 22             | 31 : 29 (14 : 14) | 29 : 35 (17 : 23) | 60 : 64 |
| UHK Krems Schopf 15                       | HK Drott Löfgren 22             | 1.000 Zuschauer   | 700 Zuschauer     | 60 : 64 |
| Vardar PRO Grbovic 13                     | Frederiksberg IF Koch-Hansen 11 | 19.02. Sa. 18:00  | 26.02. Sa. 15:00  | 60 : 43 |
| Vardar PRO Grbovic 13                     | Frederiksberg IF Koch-Hansen 11 | 33 : 20 (12 : 08) | 27 : 23 (13 : 10) | 60 : 43 |
| Vardar PRO Grbovic 13                     | Frederiksberg IF Koch-Hansen 11 | 1.500 Zuschauer   | 150 Zuschauer     | 60 : 43 |

## Viertelfinale
Es nahmen die acht Sieger aus dem Achtelfinale teil.

Die Auslosung des Viertelfinales fand am 1. März 2011 um 11:00 (UTC+2) in Wien statt.

Die Hinspiele fanden am 26./27. März 2011 statt. Die Rückspiele fanden am 2./3. April 2011 statt.

### Qualifizierte Teams
| - VfL Gummersbach (Titelverteidiger) - SDC San Antonio - UCM Reșița - Tremblay-en-France Handball | - Elverum Håndball - Vardar PRO - Maribor Branik - HK Drott |

### Ausgeloste Spiele und Ergebnisse
| Mannschaft 1                  | Mannschaft 2                            | Hinspiel          | Rückspiel         | Gesamt  |
| ----------------------------- | --------------------------------------- | ----------------- | ----------------- | ------- |
| Maribor Branik Gajič 12       | SDC San Antonio Villaplana 15           | 26.03. Sa. 19:00  | 02.04. Sa. 18:30  | 55 : 69 |
| Maribor Branik Gajič 12       | SDC San Antonio Villaplana 15           | 28 : 34 (13 : 17) | 27 : 35 (14 : 16) | 55 : 69 |
| Maribor Branik Gajič 12       | SDC San Antonio Villaplana 15           | 2.000 Zuschauer   | 500 Zuschauer     | 55 : 69 |
| VfL Gummersbach (TV) Zrnić 14 | Elverum Håndball Stegavik 17            | 26.03. Sa. 15:00  | 03.04. So. 18:00  | 81 : 58 |
| VfL Gummersbach (TV) Zrnić 14 | Elverum Håndball Stegavik 17            | 44 : 24 (28 : 14) | 37 : 33 (16 : 17) | 81 : 58 |
| VfL Gummersbach (TV) Zrnić 14 | Elverum Håndball Stegavik 17            | 1.600 Zuschauer   | 1.000 Zuschauer   | 81 : 58 |
| Vardar PRO Nadoveza 15        | UCM Reșița Rohozneanu 10                | 26.03. Sa. 18:30  | 02.04. Sa. 11:00  | 46 : 45 |
| Vardar PRO Nadoveza 15        | UCM Reșița Rohozneanu 10                | 28 : 22 (14 : 09) | 18 : 23 (05 : 11) | 46 : 45 |
| Vardar PRO Nadoveza 15        | UCM Reșița Rohozneanu 10                | 2.000 Zuschauer   | 1.100 Zuschauer   | 46 : 45 |
| HK Drott Löfgren 12           | Tremblay-en-France Handball Guillard 11 | 27.03. So. 16:15  | 03.04. So. 16:00  | 51 : 53 |
| HK Drott Löfgren 12           | Tremblay-en-France Handball Guillard 11 | 26 : 31 (14 : 16) | 25 : 22 (11 : 09) | 51 : 53 |
| HK Drott Löfgren 12           | Tremblay-en-France Handball Guillard 11 | 500 Zuschauer     | 1.100 Zuschauer   | 51 : 53 |

## Halbfinale
Es nahmen die vier Sieger aus dem Viertelfinale teil.

Die Auslosung des Halbfinales fand am 5. April 2011 um 11:00 (UTC+2) in Wien statt.

Die Hinspiele fanden am 21./23. April 2011 statt. Die Rückspiele fanden am 30. April 2011 statt.

### Qualifizierte Teams
| - VfL Gummersbach (Titelverteidiger) - SDC San Antonio | - Tremblay-en-France Handball - Vardar PRO |

### Ausgeloste Spiele und Ergebnisse
| Mannschaft 1                  | Mannschaft 2                            | Hinspiel          | Rückspiel         | Gesamt   |
| ----------------------------- | --------------------------------------- | ----------------- | ----------------- | -------- |
| SDC San Antonio Rasic 9       | Tremblay-en-France Handball Guillard 14 | 23.04. Sa. 18:30  | 30.04. Sa. 20:45  | 48 : 48* |
| SDC San Antonio Rasic 9       | Tremblay-en-France Handball Guillard 14 | 27 : 23 (12 : 11) | 21 : 25 (11 : 07) | 48 : 48* |
| SDC San Antonio Rasic 9       | Tremblay-en-France Handball Guillard 14 | 1.800 Zuschauer   | 1.200 Zuschauer   | 48 : 48* |
| VfL Gummersbach (TV) Zrnić 17 | Vardar PRO Nadoveza 9                   | 21.04. Do. 20:15  | 30.04. Sa. 19:45  | 71 : 50  |
| VfL Gummersbach (TV) Zrnić 17 | Vardar PRO Nadoveza 9                   | 33 : 21 (19 : 10) | 38 : 29 (18 : 11) | 71 : 50  |
| VfL Gummersbach (TV) Zrnić 17 | Vardar PRO Nadoveza 9                   | 1.400 Zuschauer   | 1.000 Zuschauer   | 71 : 50  |

* Tremblay-en-France Handball qualifizierte sich aufgrund der Auswärtstorregel für die nächste Runde.

## Finale
Es nahmen die zwei Sieger aus dem Halbfinale teil.

Die Auslosung des Finales fand am 2. Mai 2011 in Köln statt.

Das Hinspiel fand am 15. Mai 2011 statt, das Rückspiel am 20. Mai 2011.

### Qualifizierte Teams
| - VfL Gummersbach (Titelverteidiger) - Tremblay-en-France Handball |

### Ausgeloste Spiele und Ergebnisse
| Mannschaft 1                | Mannschaft 2         | Hinspiel          | Rückspiel         | Gesamt  |
| --------------------------- | -------------------- | ----------------- | ----------------- | ------- |
| Tremblay-en-France Handball | VfL Gummersbach (TV) | 15.05. So. 17:45  | 20.05. Fr. 19:30  | 54 : 56 |
| Tremblay-en-France Handball | VfL Gummersbach (TV) | 28 : 30 (11 : 14) | 26 : 26 (15 : 10) | 54 : 56 |

### Hinspiel
Tremblay-en-France Handball – VfL Gummersbach  28 : 30 (11 : 14)
15. Mai 2011 in Tremblay-en-France, Palais des Sport – Tremblay, 1.700 Zuschauer.
Tremblay-en-France Handball: Mias, Počuča – Waeghe (7), Sall  (6), Drouhin (5), Guillard (3), Poulin  (3), Bingo (2), Prat  (1), Zuzo  (1), Mongin , Ostertag, Peyrabout , Ugolin
VfL Gummersbach: Somić, Krasavac – Schindler   (8), Vuković  (5), Zrnić  (5), Pfahl (4), Krantz  (3), Anic  (2), Wagner (2), Wiencek (1), Lützelberger, Putics, Rahmel, Valčić
Schiedsrichter:  Alin-Sergiu Cirligeanu und Gheorghe Bejinariu
Quelle: Spielbericht

### Rückspiel
VfL Gummersbach – Tremblay-en-France Handball  26 : 26 (10 : 15)
20. Mai 2011 in Köln, Lanxess Arena, 7.892 Zuschauer.
VfL Gummersbach: Somić, Krasavac – Pfahl (7), Zrnić  (7), Wagner (4), Vuković (3), Krantz  (2), Wiencek    (2), Anic  (1), Eisenkrätzer, Lützelberger, Putics, Rahmel, Valčić
Tremblay-en-France Handball: Mias, Počuča – Guillard  (9), Ostertag (4), Sall  (4), Peyrabout (3), Poulin  (3), Waeghe (2), Mongin (1), Bingo  , Drouhin, Prat, Ugolin, Zuzo
Schiedsrichter:  Vaclav Horacek und Jiri Novotny
Quelle: Spielbericht